# جیمز استوارت (بازیکن بسکتبال)
جیمز استوارت (انگلیسی: James Stewart؛ ۱۰ ژوئیهٔ ۱۹۱۰ – ۱۲ اوت ۱۹۹۰) بازیکن بسکتبال اهل کانادا بود.